# Sveriges U/20-fodboldlandshold
Sveriges U/20-fodboldlandshold er Sveriges landshold for fodboldspillere, som er under 20 år. Landsholdet bliver administreret af Svenska Fotbollförbundet.
| Fodbold | Spire Denne artikel om fodbold er en spire som bør udbygges. Du er velkommen til at hjælpe Wikipedia ved at udvide den. |